# Comuna Vinderup
Vinderup (Vinderup Kommune) a fost o comună din comitatul Ringkjøbing Amt, Danemarca, care a existat între anii 1970-2006. Comuna avea o suprafață totală de 223,68 km² și o populație de 8.035 locuitori (în 2005), iar din 2007 teritoriul său face parte din comuna Holstebro.